# Associazione Calcio Pisa 1909 2018-2019
Questa voce raccoglie le informazioni riguardanti l'Associazione Calcio Pisa 1909 nelle competizioni ufficiali della stagione 2018-2019.

## Stagione
Nella stagione 2018-2019 il Pisa disputa il girone A del campionato di Serie C. La stagione è iniziata il 16 luglio con il ritiro che si è svolto a Storo (TN) dal 15 al 29 luglio. Allenata da Luca D'Angelo la squadra nerazzurra raccoglie 29 punti nel girone di andata e 40 nel girone di ritorno, ottenendo il terzo posto finale con 69 punti, è salita diretta in Serie B la Virtus Entella. Il Pisa disputa e vince i Play-off ritornando in Serie B dopo due stagioni. Nei Play-off il Pisa nel primo turno nazionale ha superato nel doppio confronto la Carrarese, nella doppia semifinale ha eliminato l'Arezzo, nella doppia finale ha superato la Triestina. Discreto anche il percorso nella Coppa Italia Tim Cup dove il Pisa supera nel primo turno la Triestina (2-2) dopo i supplementari e (5-3) ai rigori. Nel secondo turno sbanca Cremona (3-3) dopo i supplementari e (2-4) dopo i rigori, nel terzo turno supera al Tardini (0-1) il Parma, nel quarto turno cede il passo (3-2) al Novara. Nella Coppa Italia di Serie C i toscani nei sedicesimi eliminano (3-0) l'Arzachena, negli ottavi superano (4-2) dopo i rigori il Pontedera, poi concludono il percorso nei quarti, battuti (3-2) dalla Viterbese.

## Organigramma societario
Area direttiva
- Presidente: Giuseppe Corrado (Amministratore unico)
- Vice Presidente: Mirko Paletti
- Direttore sportivo: Roberto Gemmi
- Direttore risorse umane: Antonio Cifaldi
- Direttore amministrazione finance a controllo: Giuseppe Vannucchi
- Direttore area comunicazione: Riccardo Silvestri
- Direttore commerciale: Marco Aceto
- Segretario sportivo: Bruno Sabatini
- Responsabile settore giovanile: Umberto Aringhieri

Area tecnica
- Allenatore: Luca D'Angelo
- Allenatore in 2ª: Riccardo Taddei
- Preparatore atletico:
- Preparatore portieri: Claudio Rapacioli
- Collaboratore tecnico:
- Team manager: Daniele Freggia

## Divise e sponsor
Lo sponsor tecnico per la stagione 2018-19 è Adidas, mediante l'intermediazione della società Sport 3000, mentre gli sponsor di maglia sono stati a rotazione Land Rover Ne. Ma. Auto, Artupia, Sorgente Tesorino e Pisa Top Team. A differenza dell'annata precedente, le prime due divise sono realizzate espressamente per il club (attraverso il sistema Miadidas) e non tratte dal mero catalogo dello sponsor.
La maglia casalinga presenta frontalmente il classico motivo palato nero-azzurro (con quattro strisce del primo colore e cinque del secondo); le maniche sono nere e così anche gran parte del retro, salvo un inserto blu sulle scapole. Lo stemma sociale è applicato sulla parte sinistra del petto, mentre al centro è impresso lo stemma araldico pisano (scudo rosso con croce bianca). Numeri e nomi dei giocatori impressi sul dorso sono gialli, al pari delle tre strisce Adidas (che solcano i fianchi) e dello scollo a V. Pantalocini e calzettoni sono neri con dettagli (tre strisce Adidas e personalizzazioni) gialli.
La seconda maglia è gialla con maniche nero-azzurre; lo scollo, le finiture e le personalizzazioni sono di colore nero. Gialli con finiture nere sono poi i pantaloncini e i calzettoni.
La terza divisa, integralmente rossa con una trama a righe sfalsate tono-su-tono (omaggio ai colori araldici pisani), proviene dal catalogo Adidas. Le personalizzazioni e i marchi sono di colore bianco sia sulla maglia che su pantaloncini e calzettoni, che adottano anch'essi il rosso come tinta primaria.
| Casa | Trasferta | Terza divisa |

## Rosa
Rosa aggiornata a settembre 2018.
| N. |                    | Ruolo | Calciatore                    |
| -- | ------------------ | ----- | ----------------------------- |
| 1  | Italia (bandiera)  | P     | Stefano Gori                  |
| 2  | Italia (bandiera)  | D     | Samuele Birindelli            |
| 3  | Italia (bandiera)  | D     | Fabrizio Brignani             |
| 4  | Uruguay (bandiera) | D     | Fabrizio Buschiazzo           |
| 5  | Italia (bandiera)  | C     | Roberto Zammarini             |
| 6  | Italia (bandiera)  | D     | Alberto Masi                  |
| 7  | Italia (bandiera)  | A     | Iacopo Cernigoi               |
| 8  | Italia (bandiera)  | C     | Nicholas Izzillo              |
| 9  | Italia (bandiera)  | A     | Davide Moscardelli (capitano) |
| 10 | Italia (bandiera)  | C     | Davide Di Quinzio             |
| 11 | Italia (bandiera)  | A     | Luigi Cuppone                 |
| 11 | Italia (bandiera)  | C     | Mattia Minesso                |
| 12 | Italia (bandiera)  | P     | Andrea D'Egidio               |
| 13 | Italia (bandiera)  | D     | Andrea Meroni                 |
| 14 | Romania (bandiera) | C     | Marius Marin                  |
| 15 | Italia (bandiera)  | D     | Alessio Galligani             |

| N. |                     | Ruolo | Calciatore            |
| -- | ------------------- | ----- | --------------------- |
| 16 | Italia (bandiera)   | C     | Rocco Di Benedetto    |
| 17 | Italia (bandiera)   | C     | Tommaso Liberati      |
| 18 | Italia (bandiera)   | D     | Raul Petrosino        |
| 19 | Italia (bandiera)   | A     | Christian Spadoni     |
| 20 | Italia (bandiera)   | C     | Diego Fatticcioni     |
| 21 | Italia (bandiera)   | D     | Alessandro Pieragnoli |
| 22 | Italia (bandiera)   | P     | Daniele Cardelli      |
| 23 | Italia (bandiera)   | C     | Francesco Lisi        |
| 24 | Italia (bandiera)   | A     | Claudio Maffei        |
| 25 | Italia (bandiera)   | A     | Lorenzo Salvaggio     |
| 26 | Italia (bandiera)   | A     | Gaetano Masucci       |
| 27 | Austria (bandiera)  | C     | Robert Gucher         |
| 28 | Italia (bandiera)   | C     | Lorenzo Campigli      |
| 29 | Lettonia (bandiera) | P     | Reinis Reinholds      |
| 30 | Italia (bandiera)   | C     | Alessandro De Vitis   |
| 31 | Italia (bandiera)   | A     | Michele Marconi       |

## Risultati

### Serie C - girone A

#### Girone di andata
| Arbitro: | Meleleo (Casarano) |

|                 |           |  |
| Moscardelli 60’ | Marcatori |  |

| Arbitro: | Carella (Bari) |

|             |           |  |
| Gliozzi 47’ | Marcatori |  |

| Pisa 25 settembre 2018, ore 20:45 CEST 3ª giornata | Pisa             | 0 – 0 referto | Arezzo | Stadio Arena Garibaldi-Romeo Anconetani (5 932 spett.)\| Arbitro: \| Zufferli (Udine) \| |
| Arbitro:                                           | Zufferli (Udine) |               |        |                                                                                          |

| Arbitro: | Paterna (Teramo) |

|                                              |           |  |
| Romero 33’ (rig.) M. Corradi 73’ Pesenti 85’ | Marcatori |  |

| Pisa 7 ottobre 2018, ore 16:30 CEST 5ª giornata | Pisa                 | 0 – 0 referto | Alessandria | Stadio Arena Garibaldi-Romeo Anconetani (5 678 spett.)\| Arbitro: \| Pasciuta (Agrigento) \| |
| Arbitro:                                        | Pasciuta (Agrigento) |               |             |                                                                                              |

| Arbitro: | Robilotta (Sala Consilina) |

|  |           |                                     |
|  | Marcatori | 55’ (rig.) Moscardelli 59’ De Vitis |

| 17 ottobre 2018, ore 20:30 CEST 7ª giornata | Pisa | – Gara annullata per l'esclusione del Pro Piacenza dal campionato. | Pro Piacenza |  |

| Arbitro: | Camplone (Pescara) |

|  |           |                                    |
|  | Marcatori | 29’ (rig.) De Vitis 85’ M. Marconi |

| Arbitro: | Meleleo (Casarano) |

|                                  |           |             |
| Milesi 79’ (aut.) Birindelli 89’ | Marcatori | 24’ C. Mora |

| Arbitro: | Bitonti (Bologna) |

|                                |           |  |
| Mota 3’ (rig.) Diaw 74’ (rig.) | Marcatori |  |

| Arbitro: | Sozza (Seregno) |

|  |           |             |
|  | Marcatori | 21’ Marconi |

| Arbitro: | Nicoletti (Catanzaro) |

|               |           |              |
| Zammarini 61’ | Marcatori | 64’ Ogunseye |

| Arbitro: | Marcenaro (Genova) |

|                                                |           |              |
| Caccavallo 26’, 36’ K. Piscopo 69’ Mobilio 83’ | Marcatori | 90+1’ Gucher |

| Arbitro: | Colombo (Como) |

|                 |           |          |
| Moscardelli 54’ | Marcatori | 64’ Cais |

| Arbitro: | Moriconi (Roma) |

|            |           |                                               |
| Bunino 66’ | Marcatori | 29’ Di Quinzio 62’ M. Marconi 89’ (rig.) Lisi |

| Arbitro: | Carrione (Castellamare di Stabia) |

|                              |           |  |
| Di Quinzio 4’ M. Marconi 18’ | Marcatori |  |

| Arbitro: | De Angeli (Abbiategrasso) |

|  |           |                            |
|  | Marcatori | 50’ Marconi 60’ Di Quinzio |

| Arbitro: | Cascone (Nocera Inferiore) |

|  |           |                                |
|  | Marcatori | 29’ (rig.) Santana 48’ C. Mora |

| Arbitro: | Santoro (Messina) |

|                |           |                           |
| Cacia 18’, 86’ | Marcatori | 7’ M. Marconi 33’ Masucci |

#### Girone di ritorno
| Cuneo 30 dicembre 2018, ore 14:30 CEST 20ª giornata | Cuneo          | 0 – 0 referto | Pisa | Stadio Fratelli Paschiero (1 095 spett.)\| Arbitro: \| Rutella (Enna) \| |
| Arbitro:                                            | Rutella (Enna) |               |      |                                                                          |

| Arbitro: | Camplone (Pescara) |

|                         |           |                          |
| Minesso 43’ Masucci 61’ | Marcatori | 45+1’ Gliozzi 48’ Fabbro |

| Arbitro: | Amabile (Vicenza) |

|                   |           |  |
| Cutolo 66’ (rig.) | Marcatori |  |

| Arbitro: | Sozza (Seregno) |

|                  |           |                              |
| Pesenti 18’, 35’ | Marcatori | 40’ (rig.) Terrani 60’ Nicco |

| Arbitro: | Di Cairano (Ariano Irpino) |

|                    |           |                      |
| Pesenti 29’ (rig.) | Marcatori | 90+3’ (rig.) De Luca |

| Arbitro: | Annaloro (Collegno) |

|                             |           |              |
| Moscardelli 62’ (rig.), 88’ | Marcatori | 51’ Luperini |

| 13 febbraio 2019 26ª giornata | Pro Piacenza | 0 – 3 Gara assegnata (0-3) per il ritiro del Pro Piacenza dal campionato. | Pisa |  |

| Arbitro: | Tremolada (Monza) |

|                            |           |  |
| Masucci 32’ Buschiazzo 42’ | Marcatori |  |

| Arbitro: | Ayroldi (Molfetta) |

|           |           |                             |
| Berra 20’ | Marcatori | 31’ Pesenti 71’ Moscardelli |

| Pisa 2 marzo 2019 29ª giornata | Pisa              | 0 – 0 | Entella | Stadio Arena Garibaldi-Romeo Anconetani\| Arbitro: \| Santoro (Messina) \| |
| Arbitro:                       | Santoro (Messina) |       |         |                                                                            |

| Pisa 9 marzo 2019 30ª giornata | Pisa              | 0 – 0 | Lucchese | Stadio Arena Garibaldi-Romeo Anconetani\| Arbitro: \| De Santis (Lecce) \| |
| Arbitro:                       | De Santis (Lecce) |       |          |                                                                            |

| Arbitro: | Gariglio (Pinerolo) |

|  |           |              |
|  | Marcatori | 39’ Brignani |

| Arbitro: | Gualtieri (Asti) |

|             |           |  |
| Izzillo 86’ | Marcatori |  |

| Arbitro: | D. Miele (Torino) |

|  |           |          |
|  | Marcatori | 42’ Lisi |

| Arbitro: | Bitonti (Bologna) |

|                                     |           |               |
| Alcibiade 42’ (aut.) M. Marconi 57’ | Marcatori | 29’ Del Prete |

| Arbitro: | Colombo (Como) |

|  |           |                                 |
|  | Marcatori | 7’ (rig.), 48’, 53’ Moscardelli |

| Pisa 18 aprile 2019 36ª giornata | Pisa               | 0 – 0 | Pontedera | Stadio Arena Garibaldi-Romeo Anconetani\| Arbitro: \| D'Ascanio (Ancona) \| |
| Arbitro:                         | D'Ascanio (Ancona) |       |           |                                                                             |

| Arbitro: | Garofalo (Torre del Greco) |

|             |           |                            |
| Bertoni 40’ | Marcatori | 41’ Masucci 69’ Birindelli |

| Arbitro: | De Angeli (Abbiategrasso) |

|                              |           |  |
| Minesso 12’, 24’ (rig.), 55’ | Marcatori |  |

#### Play-off
| Arbitro: | Camplone (Pescara) |

|                        |           |                                        |
| Cutolo 35’ Brunori 47’ | Marcatori | 12’, 52’ (rig.) Marconi 58’ Di Quinzio |

| Arbitro: | Ayroldi (Molfetta) |

|             |           |  |
| Izzillo 41’ | Marcatori |  |

| Arbitro: | Robilotta (Sala Consilina) |

|                                |           |                              |
| Moscardelli 39’ M. Marconi 87’ | Marcatori | 14’ Costantino 43’ Formiconi |

| Arbitro: | Sozza (Seregno) |

|                     |           |                                        |
| Granoche 58’ (rig.) | Marcatori | 27’ Masucci 92’ M. Marconi 116’ Gucher |

### Coppa Italia
| Arbitro: | Marchetti (Ostia Lido) |

|                                              |                      |                                       |
| Moscardelli 61’ Moscardelli 96’              | Marcatori            | 11’ Bracaletti 105’ (rig.) Bracaletti |
| Moscardelli Birindelli Gucher De Vitis Negro | Tiri di rigore 5 – 3 | Coletti Procaccio Bracaletti Mensah   |

| Arbitro: | Maggioni (Lecco) |

|                                                      |                      |                                       |
| Montalto 16’ (rig.) Castrovilli 24’ Castagnetti 119’ | Marcatori            | 3’ Zammarini 67’ Masucci 106’ Cuppone |
| A. Brighenti Mogoș Strefezza Boultam                 | Tiri di rigore 2 – 4 | Moscardelli Cuppone Masucci De Vitis  |

| Arbitro: | Serra (Torino) |

|  |           |               |
|  | Marcatori | 28’ Zammarini |

| Arbitro: | Illuzzi (Molfetta) |

|                                    |           |                      |
| Peralta 22’ Bove 53’ Manconi 90+1’ | Marcatori | 16’ Marconi 72’ Lisi |

### Coppa Italia Serie C
| Arbitro: | Acanfora (Castellammare di Stabia) |

|                                 |           |  |
| Cuppone 63’, 69’ Di Quinzio 93’ | Marcatori |  |

| Arbitro: | Feliciani (Teramo) |

|                                 |           |  |
| Moscardelli 9’, 36’ Minesso 38’ | Marcatori |  |

| Arbitro: | Rutella (Enna) |

|                                         |           |                                |
| Polidori 42’ Atanasov 89’ Pacilli 90+1’ | Marcatori | 48’ Moscardelli 79’ M. Marconi |

## Statistiche

### Statistiche di squadra
| Competizione         | Punti | In casa | In casa | In casa | In casa | In casa | In casa | In trasferta | In trasferta | In trasferta | In trasferta | In trasferta | In trasferta | Totale | Totale | Totale | Totale | Totale | Totale | D.R. |
| Competizione         | Punti | G       | V       | N       | P       | GF      | GS      | G            | V            | N            | P            | GF           | GS           | G      | V      | N      | P      | GF     | GS     | D.R. |
| -------------------- | ----- | ------- | ------- | ------- | ------- | ------- | ------- | ------------ | ------------ | ------------ | ------------ | ------------ | ------------ | ------ | ------ | ------ | ------ | ------ | ------ | ---- |
| Serie C              | 69    | 18      | 8       | 9       | 1       | 21      | 11      | 19           | 11           | 3            | 5            | 26           | 17           | 37     | 19     | 12     | 6      | 47     | 28     | +19  |
| Coppa Italia         | -     | 1       | 0       | 1       | 0       | 2       | 1       | 3            | 1            | 1            | 1            | 6            | 6            | 4      | 1      | 2      | 1      | 8      | 7      | +1   |
| Coppa Italia Serie C | -     | 2       | 2       | 0       | 0       | 6       | 0       | 1            | 0            | 0            | 1            | 2            | 3            | 3      | 2      | 0      | 1      | 8      | 3      | +5   |
| Totale               | 69    | 21      | 10      | 10      | 1       | 29      | 12      | 23           | 12           | 4            | 7            | 34           | 26           | 44     | 22     | 14     | 8      | 63     | 38     | +25  |

### Andamento in campionato
| Giornata  | 1 | 2 | 3 | 4 | 5 | 6 | 7 | 8 | 9 | 10 | 11 | 12 | 13 | 14 | 15 | 16 | 17 | 18 | 19 | 20 | 21 | 22 | 23 | 24 | 25 | 26 | 27 | 28 | 29 | 30 | 31 | 32 | 33 | 34 | 35 | 36 | 37 | 38 |
| --------- | - | - | - | - | - | - | - | - | - | -- | -- | -- | -- | -- | -- | -- | -- | -- | -- | -- | -- | -- | -- | -- | -- | -- | -- | -- | -- | -- | -- | -- | -- | -- | -- | -- | -- | -- |
| Luogo     | C | T | C | T | C | T | C | T | T | T  | T  | C  | T  | C  | T  | C  | T  | C  | T  | T  | C  | T  | C  | T  | C  | T  | C  | T  | C  | C  | T  | C  | T  | C  | T  | C  | T  | C  |
| Risultato | V | P | N | P | N | V |   | V | V | P  | V  | N  | P  | N  | V  | V  | V  | P  | N  | N  | N  | P  | N  | N  | V  | V  | V  | V  | N  | N  | V  | V  | V  | V  | V  | N  | V  | V  |

Legenda:

Luogo: C = Casa; T = Trasferta. Risultato: V = Vittoria; N = Pareggio; P = Sconfitta.